# Saint Anne's on the Sea
Saint Anne's on the Sea är en civil parish i Storbritannien. Den ligger i grevskapet Lancashire och riksdelen England, i den centrala delen av landet, 300 km nordväst om huvudstaden London.